# Bebi Dol
Bebi Dol (serbe en écriture cyrillique : Беби Дол), nom de scène de Dragana Šarić (Драгана Шарић, née le 2 octobre 1962 à Belgrade, est une chanteuse yougoslave puis serbe. Elle est la représentante de la Yougoslavie au Concours Eurovision de la chanson 1991 avec la chanson Brazil.

## Biographie
Dragana Šarić est la fille de Magdalena, qui travaille à Television Belgrade, et Milisav, un musicien militaire ; cette profession amène la famille à déménager à Copenhague, au Danemark, alors que Dragana n'a que trois mois, mais la famille revient à Belgrade pendant son enfance. Sous l'influence de son père, elle commence à jouer du piano à un jeune âge et est admise tôt à l'école de musique de Mokranjac. Elle fait des études à la faculté de philosophie de l'université de Belgrade. Dragana Šarić commencé sa carrière professionnelle dans un groupe, Trakus, à la fin des années 1970.
Elle fait ses premiers enregistrements en studio en tant que chanteuse invitée sur l'album Vrt svetlosti d'Igra Staklenih Perli, sorti en 1980. L'année suivante, Šarić forme le groupe éphémère Annoda Rouge avec son petit ami Goran Vejvoda et le guitariste Ivan Vdović, elle sort son premier single Mustafa inspiré de la musique orientale, qu'elle compose avec Saša Habić. En 1983, Šarić sort son premier album solo, Ruže i krv chez PGP-RTB. Au cours de la même année, elle sort le 30 cm Rudi, qui outre la chanson-titre (en référence à Rudolph Valentino) comporte également une reprise de la chanson de The Supremes Baby Love. Elle passe deux ans à se produire à l'hôtel Sheraton au Caire, en Égypte. Après son retour en Yougoslavie, en 1986, elle sort le single 30 cm How Good Not to Love. Elle remporte le festival de musique MESAM avec Inšalah, satire sur la position des femmes dans l'Islam, chanson publiée sur un single 45 tours avec Ruža na dlanu de Zana Nimani. Šarić incarne Ophélie dans Hamlet, joué en 1987 au Théâtre national de Titograd. Elle est apparue au festival MESAM de 1988, interprétant Slatke suze ljubavi et au MESAM de 1989 avec Kad sreća odlazi, remportant le prix de la meilleure interprétation. En 1989, elle se produit également au Gold Malaysian Festival à Kuala Lumpur et collabore avec Neil Rolnick.
En 1991, après plusieurs candidatures, Bebi Dol est choisie comme représentante de la Yougoslavie pour le Concours Eurovision avec la chanson Brazil. Elle n'obtient qu'un point. Déçue du mauvais classement au Concours Eurovision de la chanson, la maison de disques PGP-RTS (alors PGP-RTB) refuse de produire le single et annule le contrat. Bebi Dol reçoit une invitation à se produire au Festival de Sanremo, mais ne peut y assister en raison de la guerre civile. Après une interruption de quatre ans, en 1995, elle sort son deuxième album Ritam srca. Bebi Dol interprète Ruža lors du concert caritatif Child of Tomorrow de 1999 à Helsinki, en Finlande, aux côtés d'autres musiciens du monde entier.
En 2002, Bebi Dol sort son album de retour Ljuta sam…, dédié à toutes les personnes qu'elle a perdues dans sa vie. En 2003, elle prend part au festival serbe Beovizija avec le titre Tvrdoglava, qui est à l'origine conçu pour représenter la Serbie-et-Monténégro pour le Concours Eurovision de la chanson 2003. Cependant, le pays ne participe de nouveau au Concours Eurovision de la chanson qu'un an plus tard.  En décembre 2006, elle sort un album de reprises en anglais, intitulé Čovek rado izvan sebe živi. En 2007, elle sort son premier album live, Veče u pozorištu, enregistré lors du concert organisé en février 2007 au Terazije Theatre. En 2008, Bebi Dol sort la compilation ...Pokloni se... et donne un concert en novembre au Sava Centar de Belgrade.
En 2009, elle apparaît dans l'émission de télé-réalité Farma et revient pour les saisons 2013 et 2015. En 2017, Bebi Dol est candidate à la quatrième saison serbe de Your Face Sounds Familiar, remportant le premier épisode en sosie d'Emeli Sandé. L'année suivante, elle participe brièvement à une autre émission de téléréalité Zadruga, et en novembre est au concert Volim '80-e au Sava Centar, aux côtés d'autres artistes populaires des années 1980.
Au cours des années 1980, Šarić est la compagne du chanteur croate Massimo Savić, avec qui elle enregistre le duo Sunce sja, trava miriše. En 2015, elle épouse le professeur serbe de philologie et de langue russe Aleks Todorović.

## Discographie
Albums
- Ruže i krv (1983)
- Ritam srca (1995)
- Ljuta sam... (2002)
- Čovek rado izvan sebe živi (2006)

Album live
- Veče u pozorištu (2007)

Compilation
- …Pokloni se… (2008)

Singles
- Mustafa/Na planeti uzdaha (1981)
- Rudi" (1983)
- Inšalah/Ruža na dlanu (split avec Zana Nimani, 1986)
- Prove To All/How Good Not To Love (1986)
- Brazil (1991)